# Demografia do Iraque

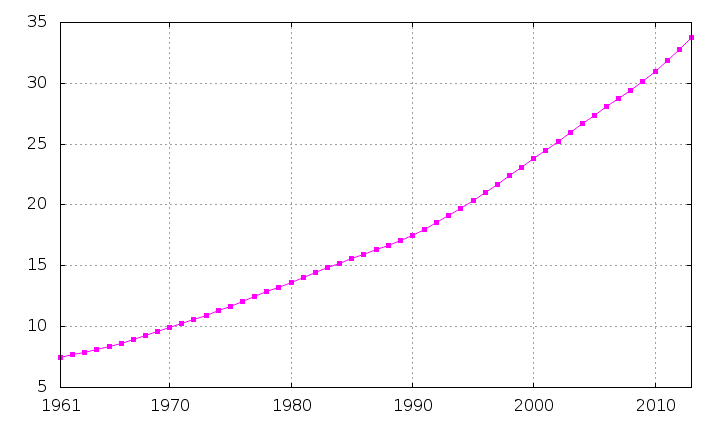
Evolução demográfica.

Pirâmide de idades do Iraque

Este artigo é sobre as características demográficas da população do Iraque, incluindo a densidade populacional, etnia, nível de educação, a saúde da população, situação econômica, confissões religiosas e outros aspectos da população.
Em 2020, sua população foi estimada em 40 222 503 pessoas.

## Aspectos demográficos
Quase 75% da população iraquiana vive em planícies aluviais que se estende do sudeste em direção a Bagdá e Baçorá e no Golfo Pérsico. Os rios Tigre e Eufrates trazem cerca de 70 milhões de metros cúbicos de sedimentos do delta a cada ano. Conhecido na antiguidade como Mesopotâmia, a área é o local do lendário Jardim do Éden. As ruínas de Ur, Babilônia e outras cidades antigas estão ali.
Os dois dos maiores grupos étnicos do Iraque são os árabes e os curdos. Outros grupos importantes são turcomanos, caldeus, assírios, iranianos, luros e armênios. O árabe é a língua mais falada. No norte predomina a língua curda, e a língua ocidental mais falada é o inglês.
Admite-se que a maioria dos muçulmanos do Iraque pertencem à seita xiita, e que há uma grande população de muçulmanos sunitas, composta por árabes e curdos. Há também pequenas comunidades de cristãos, judeus, Bahá'ís, madianitas e yazidis. A maioria dos curdos são muçulmanos sunitas, mas diferem de seus vizinhos árabes em trajes, língua e costumes.
As proporções de sunitas e xiitas no Iraque são controversas. Embora muitas vezes considerados como ideia válida (adotado também pelos EUA na sua intervenção no país) que os xiitas são um grupo maioritário, sob o domínio dos sunitas nas instituições durante a era de Saddam Hussein, outras fontes afirmam que em contrário. Assim, alguns autores acreditam que a percentagem de xiitas foi intencionalmente engordadas nos estudos demográficos iraquianos no período em que Saddam Hussein era um dos principais aliados dos EUA na região, a fim de ampliar a possível influência do vizinho e inimigo, o Irã, na população xiita do Iraque e assim justificar o regime autoritário e a necessidade de ter um exército bem armado .
Assim, de acordo com os dados que são frequentemente tomados por incorretos, uma vez que a composição étnico-religiosa do Iraque é de extrema importância (Eleição de 2005) esta seria a composição demográfica do Iraque:
- Etnia
  - Árabes: 75-80%
  - Curdos: 15-20%

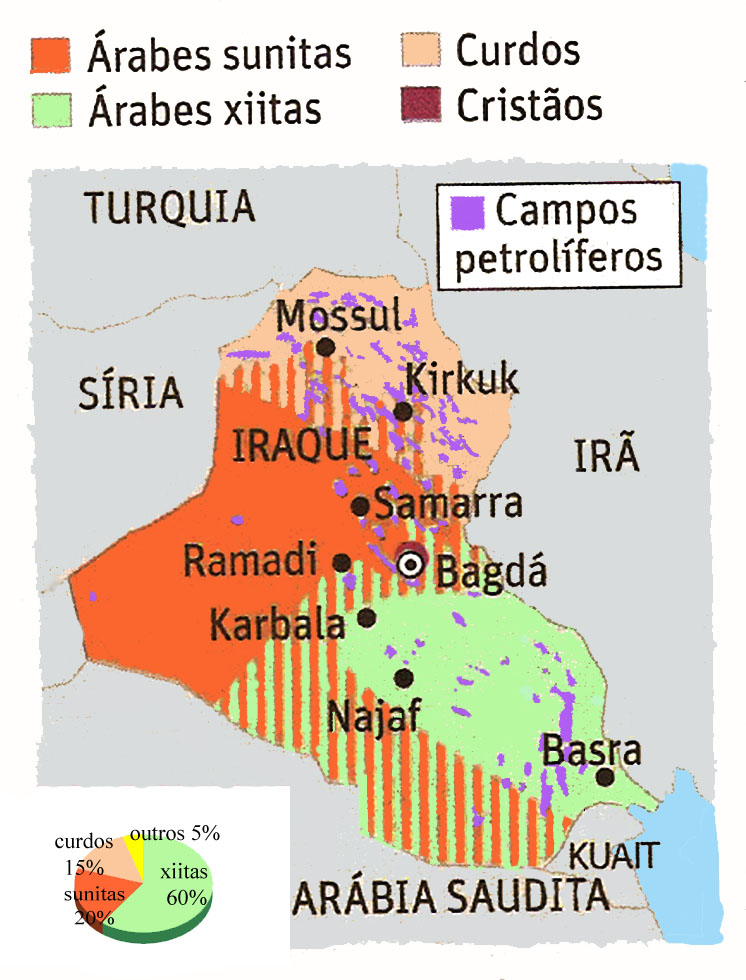
Grupos étnicos e religiosos do Iraque

  - turcomanos iraquianos, assírios e outros: 5%

- Religião
  - Muçulmanos: 97%
  - Cristãos e os outros: 3%

- Subdivisões entre os muçulmanos
  - Sunitas: 32-37% (71-73% árabes, curdos e turcomanos: 29-27%)
  - Xiitas: 60-65% (fundamentalmente árabes: 98-99%, curdos: 1-2%)

No entanto, é desejável assinalar que alguns especialistas defendem uma composição diferente. Segundo essa linha, um estudo de Al-Quds Press Research Center, baseado em Londres, dá a seguinte composição étnica e religiosa: 
- Etnia
  - Árabes: 82-84%
  - Curdos, turcomanos, etc.: 16-18%

- Religião
  - Muçulmanos: 95-98%
  - Cristãos e os outros: 2-5% turcomanos e Asuri

- Subdivisões entre os muçulmanos
  - Xiitas: 65-70% (árabes: 42-44%, curdos e turcomanos: 16-18%)
  - Sunitas: 30-35% (árabes: 86-88%, curdos e turcomanos: 2-4%)

## Ver Também
- Árabes dos pântanos
- Turcomanos iraquianos
- Curdistão iraquiano
- Minorias no Iraque

## Ligações Externas
- Folha On Line: Saiba mais sobre os grupos étnicos e religiosos do Iraque
- Departmento de Estado de los Estados Unidos: Emitida por la Oficina de Asuntos del Oriente Medio del Departamento de Estado el 28 de febrero de 2003 sobre la geografía, política, economía, historia y habitantes de Iraq. (bajo dominio público)
- : The world factbook CIA